# Atemelia mahonivora
Atemelia mahonivora is een vlinder uit de familie Praydidae. De wetenschappelijke naam van de soort is voor het eerst geldig gepubliceerd in 2014 door Sohn en Peralta.

## Type
- holotype: "male, 10.II.2009. M. Peralta. USNM genitalia slide no. 115094."
- instituut: USNM.
- typelocatie: "Chile, Region de Valparaõ so, Provincia de San Antonio, Comuna de Santo Domingo, 33°38'9"S 71°37'41"W"